# غريبة اللوز المر
غُرَيْبَة اللوز المر أو أَسِبَدِم غرابية (بالتركية: acıbadem kurabiyesi)‏ هي غريبة تركية معهودة مصنوع من اللوز والسكر والأح. تشمل الوصفات المعهودة كمًا قليلًا من اللوز المر وهو ما يعطيها اسمه. ومع ذلك ولعدم توفر اللوز المر يُستخدم مستخلص اللوز بديًلا. يعد هذا البسكويت جزءًا من تجارة المخزون في كل مخبز تقريبًا في تركيا، ونادرًا ما يُصنع في المنزل.